# Hasan Muzaffar
Hasan Jusuf Muzaffar al-Ghajlani (arab. حسن يوسف مظفر الغيلاني, ur. 26 czerwca 1980 w Surze) – omański piłkarz grający na pozycji lewego obrońcy w klubie Al-Mudhaibi SC, reprezentant swojego kraju.